# Universo de la Infancia Retorcida
El Universo de la Infancia Retorcida (UIR, En inglés The Twisted Childhood Universe, o TCU), coloquialmente llamado Poohniverse, Es una serie cinematográfica británica y un universo compartido de cine independiente de terror. Fue concebida y creada por Rhys Frake-Waterfield y producida por el estudio cinematográfico del cineasta, Jagged Edge Productions. Las películas se centran en personajes de medios infantiles reimaginados como villanos asesinos; se han incluido Winnie-the-Pooh y Peter Pan, y se planean Bambi y Pinocho.
Winnie the Pooh: Miel y sangre tuvo una recepción crítica negativa, aunque obtuvo ganancias en taquilla. Se cuestionó la calidad de la película, con críticas dirigidas al guion, la actuación, la cinematografía y el uso del humor. En respuesta a esto, Frake-Waterfield declaró que está decidido a elevar el estándar con las futuras películas de la franquicia.

## Desarrollo
En 2022, después de que Winnie-the-Pooh entrara en el dominio público, Jagged Edge Productions comenzó la producción de una adaptación de terror. Tras publicar las primeras imágenes promocionales de la película, la película se convirtió en una sensación viral en Internet. Después del lanzamiento limitado de la película, finalmente se consideró un éxito financiero, recuperando 5 millones de dólares de su pequeño presupuesto de $100 000. Tras la ganancia monetaria, Jagged Edge Productions anunció planes para producir una secuela con un presupuesto más alto, al mismo tiempo que afirmó que un universo cinematográfico entonces sin nombre con personajes de varias historias infantiles estaba en desarrollo. En febrero de 2023, también se afirmó que los personajes de cada una de las películas individuales finalmente compartirán la pantalla en forma de un cruce.
En marzo de 2024, Jagged Edge Productions anunció oficialmente que la franquicia se titulará The Twisted Childhood Universe, al tiempo que anunció una lista completa de películas, que culminará en una película cruzada.

## Películas

### Estrenadas
| Película                           | Estreno (UK)          | Director(es)          | Guionista(s)          | Productor(es)                           |
| ---------------------------------- | --------------------- | --------------------- | --------------------- | --------------------------------------- |
| Winnie-the-Pooh: Blood and Honey   | 10 de marzo de 2023   | Rhys Frake-Waterfield | Rhys Frake-Waterfield | Rhys Frake-Waterfield and Scott Jeffrey |
| Winnie-the-Pooh: Blood and Honey 2 | 26 de marzo de 2024   | Rhys Frake-Waterfield | Matt Leslie           | Rhys Frake-Waterfield and Scott Jeffrey |
| Peter Pan's Neverland Nightmare    | 24 de febrero de 2025 | Scott Chambers        | Scott Chambers        | Rhys Frake-Waterfield and Scott Jeffrey |

#### Winnie-the-Pooh: Blood and Honey(2023)
La primera película de la franquicia, Winnie the Pooh: Miel y sangre, sigue a los personajes Winnie the Pooh y Piglet como villanos asesinos y misántropos. La película comenzó a desarrollarse después de que el libro Winnie-the-Pooh original entrara en el dominio público en 2022. Originalmente programada para su estreno en octubre de 2022, la película se volvió viral después de su anuncio y una mayor publicidad motivó nuevas tomas y un estreno cinematográfico en 2023.

#### Winnie-the-Pooh: Blood and Honey 2(2024)
En junio de 2022, Frake-Waterfield expresó interés en crear una secuela y afirmó que quiere "intensificarlo aún más y volverse aún más loco y aún más extremo". En noviembre de 2022, anunció que se estaba desarrollando una secuela, actualmente titulada Winnie-the-Pooh 2, y que él regresaría como director y escritor, con un presupuesto cinco veces mayor que el de la entrega anterior; más tarde se confirmaría que el presupuesto había aumentado diez veces más que el de la primera película. En septiembre de 2023, se publicaron imágenes de avance, y se reveló que la película no contará con el mismo elenco que su predecesora. La secuela comenzó a rodarse a finales de 2023, con fecha de estreno de 3 días en cines prevista del 26 al 28 de marzo de 2024.

#### Peter Pan's Neverland Nightmare(2025)
En noviembre de 2022, se anunció que se estaba desarrollando una película de terror centrada en el personaje principal de Peter Pan y Wendy; con Rhys Frake-Waterfield y Scott Chambers (también conocido como Jeffrey) nuevamente como productores. Posteriormente se anunció que Chambers sería el director a partir de un guion que él mismo escribió, y el cineasta afirmó que la película se inspirará en una combinación de cine francés, High Tension y The Black Phone. La trama se centra en la búsqueda de Wendy de su hermano Michael, quien ha sido secuestrado por Peter Pan y Tinker Bell. Frake-Waterfield afirmó que Tinker Bell estará "muy obesa y recuperándose de las drogas", mientras que Jeffrey afirmó que el personaje está "enganchado a la heroína y convencido de que es polvo de hadas". La película se estrenó en Estados Unidos el 13 de enero de 2025, y en el Reino Unido el 24 de febrero de 2025. Recaudó 748.281 dólares en todo el mundo con un presupuesto de entre 250.000 y 310.000 libras esterlinas.

### Por estrenar
| Película                       | Estreno (UK)        | Director(es)          | Guionista(s)    | Productor(es)                           | Estado        |
| ------------------------------ | ------------------- | --------------------- | --------------- | --------------------------------------- | ------------- |
| Bambi: The Reckoning           | 25 de julio de 2025 | Dan Allen             | Rhys Warrington | Rhys Frake-Waterfield and Scott Jeffrey | Posproducción |
| Pinocchio: Unstrung            | 2025                | Rhys Frake-Waterfield | TBA             | Rhys Frake-Waterfield and Scott Jeffrey | Preproducción |
| Poohniverse: Monsters Assemble | Principio de 2026   | Rhys Frake-Waterfield | TBA             | Rhys Frake-Waterfield and Scott Jeffrey | Preproducción |

#### Bambi: The Reckoning(2025)
En noviembre de 2022, se anunció que se estaba desarrollando una película de terror centrada en el personaje principal Bambi de Bambi, una vida en el bosque. Dirigida por Dan Allen, a partir de un guion escrito por Rhys Warrington. Rhys Frake-Waterfield y Scott Jeffrey volverán a ser productores. La trama sigue a una mujer llamada Xana y su hijo llamado Benji, quienes deben luchar para sobrevivir cuando se encuentran como presa de una máquina asesina de ciervos después de un accidente automovilístico. Titulada oficialmente Bambi: The Reckoning, la película será desarrollada por ITN Studios y Jagged Edge Productions. Jeffrey describió la película como "un recuento increíblemente oscuro de la historia de 1928 que todos conocemos y amamos. Encontrando inspiración en el diseño utilizado en The Ritual de Netflix, Bambi será una cruel máquina de matar que acecha en el desierto".

#### Pinocchio: Unstrung(2025)
En febrero de 2024, se anunció que se estaba desarrollando una película de terror centrada en el personaje titular de Las aventuras de Pinocho, mientras que también se reveló que personajes adicionales de otros niños Las historias se revelarían como parte de la franquicia. Titulado oficialmente Pinocchio: Unstrung, con el lanzamiento del primer arte conceptual promocional, se dijo que el equipo de filmación, incluido el director y el escritor, sería revelado más adelante. La película está programada para su estreno a finales de 2024. La película se centrará en James, el hijo de Geppetto, quien conoce a Pinocho, el muñeco mágico de Geppetto, y le presenta el mundo exterior. La ingenuidad de Pinocho lo vence y se embarca en una cruzada asesina para eliminar todo lo malo. En noviembre de 2024, Robert Englund fue elegido para el papel principal, mientras que Richard Brake interpreta a Geppetto. La película está prevista para estrenarse en 2025.

#### Poohniverse: Monsters Assemble(2026)
En marzo de 2024, se anunció la primera película crossover de la franquicia con el título oficial de Poohniverse: Monsters Assemble, con la fuente del título parodiando la de The Avengers del Universo cinematográfico de Marvel. Según se informa, la trama incluirá personajes de cada una de las entregas anteriores, ya que las versiones asesinas de personajes de cuentos de hadas infantiles se unen para cazar a los sobrevivientes individuales de sus masacres y buscar apoderarse del mundo en el proceso. El equipo de monstruos de pesadilla incluirá personajes que regresan como Winnie-the-Pooh/William "Billy" Robin (siendo el líder del equipo), Tigger, Piglet, Owl, Peter Pan, Timmy Carter/Tinker Bell, James/Capitán Garfio, Bambi, Pinocho y El grillo; además, se presentarán al grupo a Conejo, La Bella Durmiente, Blancanieves, Los Sietes Enanitos, El Sombrerero Loco, Gato Cheshire, Mary Poppins, Bert el Cerillero, (personaje) Tintín y Milú y otros. Rhys Frake-Waterfield será el director y producirá junto a Scott Chambers. La película se estrenará en 2025. En diciembre de 2024, Scott Chambers anunció que Mary Poppins y Bert el Cerillero (personaje) también aparecerá en la película. El mes siguiente declaró que Peter Pan, Mary Poppins y Mad Hatter serían los tres personajes más villanos de la película.
Está previsto que la fotografía principal comience en el verano de 2025 y la película se estrenará tentativamente en octubre de 2025. El productor Scott Chambers dijo que si la producción no se completa a tiempo, el estudio trasladará su estreno al primer trimestre de 2026.

### Otros proyectos en desarrollo
| Película                                              | Estreno (UK) | Director(es)   | Guionista(s)   | Productor(es)                           | Estado        |
| ----------------------------------------------------- | ------------ | -------------- | -------------- | --------------------------------------- | ------------- |
| Winnie-the-Pooh: Blood and Honey 3                    | TBA          | TBA            | TBA            | Rhys Frake-Waterfield and Scott Jeffrey | En desarrollo |
| Awakening Sleeping Beauty                             | TBA          | TBA            | TBA            | Rhys Frake-Waterfield and Scott Jeffrey | En desarrollo |
| Snow White Returns                                    | TBA          | TBA            | TBA            | Rhys Frake-Waterfield and Scott Jeffrey | En desarrollo |
| Alice & the Mad Hatter                                | TBA          | Scott Chambers | Scott Chambers | Rhys Frake-Waterfield and Scott Jeffrey | En desarrollo |
| Tigger's Return                                       | TBA          | TBA            | TBA            | Rhys Frake-Waterfield and Scott Jeffrey | En desarrollo |
| Película de Mary Poppins sin título                   | TBA          | TBA            | TBA            | Rhys Frake-Waterfield and Scott Jeffrey | En desarrollo |
| Secuela de Peter Pan's Neverland Nightmare sin título | TBA          | TBA            | Scott Chambers | Rhys Frake-Waterfield and Scott Jeffrey | En desarrollo |

#### Winnie-the-Pooh: Blood and Honey 3 (2026)
En marzo de 2024, poco después del estreno de la segunda película, se anunció que Winnie-the-Pooh: Blood and Honey 3 había entrado en desarrollo. La película tendrá un presupuesto mayor que sus predecesoras y contará con Rabbit, los heffalumps, los woozles, Kanga y Rito. En enero de 2025, el productor de la franquicia Scott Chambers declaró que la película sería parte de la segunda fase de películas del estudio; que se estrenará según lo pervisto año 2026 después de Poohniverse: Monsters Assemble.

#### Awakening Sleeping Beauty(2026)
En marzo de 2024, después de haber figurado en IMDb como una próxima película de Jagged Edge Productions durante algún tiempo, El estudio confirmó oficialmente que, según Estreno Previstos 2026, Awakening Sleeping Beauty es uno de los proyectos que se están desarrollando para la franquicia. Posteriormente, el estudio compartió pósteres de las próximas entregas de la franquicia en el Festival de Cine de Cannes, incluida la película de La Bella Durmiente en mayo del mismo año.

#### Snow White Returns(2026)
En mayo de 2024, durante el Festival de Cine de Cannes, Jagged Edged Productions reveló los pósteres teaser de las nuevas entregas del Universo de la Infancia Retorcida; anunciando oficialmente que, según Estreno Previstos, será estrenado el 2026 Snow White Returns formará parte del catálogo.

#### Alice & The Mad Hatter(2026)
En enero de 2025, Scott Chambers declaró que después de ser presentado como uno de los principales males de Poohniverse: Monsters Assemble, el Sombrerero Loco aparecerá en una que se Estreno Previstos 2026 próxima película independiente. Más tarde ese mes, el productor anunció el título oficial del proyecto como Alicia Y el Sombrerero Loco y explicó cómo el proyecto se centraría en la versión de la franquicia de Alicia, quien es perseguida por un Sombrerero Loco obsesionado debido a su trabajo como acompañante para una agencia llamada el Conejo Blanco. El cineasta afirmó que la película será parte de la segunda fase de películas de la franquicia, expresando sus intenciones de dirigir, al tiempo que mencionó otras películas de terror como inspiración creativa, incluidas Opera, Maniac, y MaXXXine.

#### Tigger's Return(2027)
En enero de 2025, el productor de la franquicia, Scott Chambers, anunció, Oficial Estrenos Previsto año 2026 o 2027 como parte de la segunda fase cinematográfica del estudio, un spin-off de las películas de Winnie-the-Pooh: Blood and Honey, centrado en Tigger. El proyecto entrará en producción tras el estreno de Poohniverse: Monsters Assemble. El productor explicó que la acogida del público al personaje fue la razón por la que este tendrá su propia entrega.

#### Película deMary Poppinssin título (2027)
En enero de 2025, el productor de la franquicia, Chambers, anunció que, como parte de la futura programación cinematográfica de la franquicia, Mary Poppins tendrá una película independiente segín los lanzamientos anunciados en Oficial Estrenos Año 2027 tras su presentación en Poohniverse: Monstruos Unidos. mientras que también afirma que la historia retratará al personaje como un secuestrador.

#### Secuela dePeter Pan's Neverland Nightmaresin título (2027)
En enero de 2025, el guionista y director Scott Chambers anunció en Oficial Estrenos Año 2027 sus planes para una secuela de "Peter Pan's Neverland Nightmare", reconociendo que su realización depende del éxito de taquilla de la primera película. El cineasta declaró haber completado el guion, cuya trama explora cómo Nunca Jamás es un lugar real dentro de la continuidad de la franquicia, mientras que la primera película presenta Nunca Jamás como algo que Peter Pan explora bajo los efectos de las drogas.

## Reparto y personajes recurrentes
| Personaje          |                                  |                                    |                      |                                 |                     |                                |
| Personaje          | Winnie-the-Pooh: Blood and Honey | Winnie the Pooh: Miel y sangre 2   | Bambi: The Reckoning | Peter Pan's Neverland Nightmare | Pinocchio: Unstrung | Poohniverse: Monsters Assemble |
| ------------------ | -------------------------------- | ---------------------------------- | -------------------- | ------------------------------- | ------------------- | ------------------------------ |
| Christopher Robin  | Nikolai Leon Frederick Dallaway  | Scott Chambers                     |                      |                                 |                     | Scott Chambers                 |
| Winnie the Pooh    | Craig David Dowsett              | Ryan Oliva Peter DeSouza-Feighoney |                      |                                 |                     | TBA                            |
| Piglet             | Chris Cordell                    | Eddy MacKenzie                     |                      |                                 |                     | TBA                            |
| Tigger             |                                  | Lewis Santer                       |                      |                                 |                     | Lewis Santer                   |
| Búho               |                                  | Marcus Massey                      |                      |                                 |                     | TBA                            |
| Bambi              |                                  |                                    | Efectos especiales   |                                 |                     | Efectos especiales             |
| Xana               |                                  |                                    | Roxanne McKee        |                                 |                     | Roxanne McKee                  |
| Benji              |                                  |                                    | Tom Mulheron         |                                 |                     |                                |
| Peter Pan          |                                  |                                    |                      | TBA                             |                     | TBA                            |
| Tinker Bell        |                                  |                                    |                      | Kit Green                       |                     | TBA                            |
| Wendy Darling      |                                  |                                    |                      | Megan Placito                   |                     | Megan Placito                  |
| Michael Darling    |                                  |                                    |                      | Peter DeSouza-Feighoney         |                     | TBA                            |
| Capt. James Garfio |                                  |                                    |                      | Charity Kase                    |                     | TBA                            |
| Pinocho            |                                  |                                    |                      |                                 | TBA                 | TBA                            |
| El Sombrerero      |                                  |                                    |                      |                                 |                     | TBA                            |
| La bella durmiente |                                  |                                    |                      |                                 |                     | TBA                            |